# راسيل فريمان
راسيل فريمان (بالإنجليزية: Russ Freeman)‏ هو ملحن أمريكي، ولد في 11 فبراير 1960 في غالفستون في الولايات المتحدة.

## وصلات خارجية
- الموقع الرسمي
- راسيل فريمان على موقع ميوزك برينز (الإنجليزية)
- راسيل فريمان على موقع ديسكوغز (الإنجليزية)